# Melanagromyza geminata
Melanagromyza geminata är en tvåvingeart som beskrevs av Spencer 1962. Melanagromyza geminata ingår i släktet Melanagromyza och familjen minerarflugor. Inga underarter finns listade i Catalogue of Life.